# Кагарци
Кагарци (азерб. Qağartsi), ранее — Кагарза, — село в Ходжавендском районе Азербайджана, является центром Кагарцинского сельского административно-территориального округа.

## География
Село Кагарци является центром Кагарцинского сельского административно-территориального округа Ходжавендского района, при этом в состав этого сельского административно-территориального округа входит также и село Гарытапа. Село расположено в 18 км к западу от города Ходжавенд, примерно в 1 км северо-западнее села Гарытапа, в 3 км юго-восточнее села Мирикенд, в 3 км южнее села Авдур и в 3 км юго-восточнее села Чоракли.

## История
В советский период село являлось центром Кагарцинского сельсовета Мартунинского района Нагорно-Карабахской автономной области (НКАО) Азербайджанской ССР и в советских русскоязычных изданиях это село называлось Кагарци.
2 сентября 1991 года на совместной сессии Нагорно-Карабахского областного и Шаумяновского районного Советов народных депутатов была принята Декларация о провозглашении Нагорно-Карабахской Республики в границах Нагорно-Карабахской автономной области (НКАО) и сопредельного Шаумяновского района Азербайджанской ССР.
26 ноября 1991 года Верховный Совет Азербайджанский Республики принял закон «Об упразднении Нагорно-Карабахской автономной области Азербайджанской Республики». В этом законе было постановлено помимо упразднения Нагорно-Карабахской Автономной Области (НКАО), в том числе также и переименование Мартунинского района в Ходжаведский. В настоящее время это село является центром Кагарцинского сельского административно-территориального округа Ходжавендского района Азербайджана.
В результате Карабахского конфликта, село в начале 90-х годов ХХ-ого века попало под контроль непризнанной Нагорно-Карабахской Республики (НКР). Согласно административно-территориальному делению непризнанной республики находилось в составе Мартунинского района НКР и называлось Кагарци (арм. Կաղարծի).
Согласно Трёхстороннему Заявлению в ночь с 9 по 10 ноября 2020 года, подписанному по итогам Второй карабахской войны, село перешло под контроль Российских миротворческих сил.
В результате боевых действий в сентябре 2023 года Азербайджан восстановил свой контроль над селом.

## Памятники
В селе расположена церковь «Таргманчац» 19 века, кладбище 18-19 века, часовня «Лусаворич» 17-18 века, хачкар 13 в. и источник 19 в..